# Черняев, Владимир Павлович
Владимир Павлович Черняев (1893—1916) — подпоручик 100-го пехотного Островского полка, герой Первой мировой войны.

## Биография
Родился 4 (16) января 1893 года в Казани, где его отец Павел Николаевич Черняев служил тогда преподавателем в 1-й Казанской гимназии.
В 1903 году поступил в первый класс той же гимназии, а в 1906 году перешел в Саратовскую 1-ю гимназию в связи с переездом отца на новую службу. В 1909 году поступил в седьмой класс Варшавской 1-й гимназии, так как его отец получил кафедру римской словесности в Варшавском университете. В 1911 году окончил гимназию с серебряной медалью и поступил на  юридический факультет Московского университета. Поселился в общежитии имени императора Николая II, где ранее жил его старший брат, студент-математик. Занимался под руководством профессора С. В. Познышева, в 1915 году окончил университет с дипломом 1-й степени.
Поступил в Александровское военное училище и по окончании ускоренного курса 1 октября 1915 года был произведён в прапорщики и отправлен на фронт Первой мировой войны. Состоял в 100-м пехотном Островском полку. Некоторые письма с фронта писал отцу на латыни. Отличился в ходе Нарочской операции. Посмертно удостоен ордена Св. Георгия 4-й степени
За то, что, будучи в чине прапорщика, в бою у д. Балтагуза 8 марта 1916 года, командуя 14-й ротой, под сильным огнем противника первым одолел проволочные заграждения немцев и бросился в неприятельский окоп, после чего на втором ряду проволочных заграждений был убит.
Посмертно произведён в подпоручики. Был похоронен в Казани на военном участке Арского кладбища (надгробие не сохранилось).